# Pic de l'Estanyet
El Pic de l'Estanyet és una muntanya termenal entre la Torre de Cabdella, dins del seu terme primitiu, i la Vall de Boí (a l'antic terme de Barruera), i, per tant, entre les comarques del Pallars Jussà i de l'Alta Ribagorça.
Forma part de la carena que delimita tot el sector nord del terme municipal de la Torre de Cabdella; en aquest cas, pel nord-oest. Té al seu nord lo Pessó Petit, al seu sud-est lo Castell de Rus i a llevant, el Tuc de la Mina.
Li dona nom l'estany que té just al seu nord-oest, en terme de la Vall de Boí, l'Estanyet de la Comarqueta.